# ウィリアム・ガスリー
ウィリアム・ガスリー（William Guthrie 、1967年1月17日 - ）は、アメリカ合衆国の男性プロボクサー。ペンシルベニア州フィラデルフィア出身。元IBF世界ライトヘビー級王者。

## 来歴
1989年5月1日、プロデビューを果たし2回TKO勝ちで白星でデビューを飾った。
1995年11月8日、USBA全米ライトヘビー級王者リチャード・フレイザーと対戦し4回1分38秒KO勝ちで王座獲得に成功した。
1997年7月19日、ダリユシュ・ミハルチェフスキが返上したIBF世界ライトヘビー級王座決定戦をダリン・アレンと対戦し3回に3度ダウンを奪い、3回2分38秒TKO勝ちで王座獲得に成功した。
1998年2月6日、レジー・ジョンソンと対戦しキャリア初黒星となる5回1分58秒KO負けで初防衛に失敗し王座から陥落した。
1999年5月9日、元IBF世界ミドル級王者マイケル・ナンと対戦し7回22秒TKO負け。
2002年2月7日、NABO北米クルーザー級王座決定戦をラベア・スプリングスと行い11回27秒TKO負けで王座獲得に失敗した。
2006年7月29日、ルーク・ムンセンとIBFインターナショナルクルーザー級王座決定戦を行い5回1分31秒TKO勝ちで王座獲得に成功した。
2007年1月26日、マーロン・ヘイレスとNBAクルーザー級王座決定戦を行い12回0-3(3者ともに109-119)の判定負けで王座獲得に失敗した。
2007年5月12日、ジェームス・ジョンソンと対戦し6回1-1(57-56、56-56、55-57)の判定で引き分けに終わった試合を最後に現役を引退した。

## 獲得タイトル
- USBA全米ライトヘビー級王座
- 第8代IBF世界ライトヘビー級王座(防衛0)
- IBFインターナショナルクルーザー級王座